# Интелектуалац
Интелектуалац је израз који у најширем смислу означава особу која се од осталих истиче интелигенцијом или образовањем, односно интелектуалним способностима које користи у професионалне или јавне сврхе. У ужем смислу се под тиме подразумева свака особа која обавља одређени интелектуални рад као главни део своје професије или занимања. У још ужем смислу се под појмом подразумева особа која захваљујући својим интелектуалним способностима ужива углед, односно представља ауторитет у одређеним областима друштвеног живота, као што су култура или наука. 
Понекад се интелектуалци третирају као специфична друштвена група или слој. У том случају се за интелектуалце користи заједнички израз интелигенција.
Интелектуализам је учење које покушава да све проблеме етике, естетике, политике, религије, уметности итд. сагледа као искључиво рационалне, интелектуалне, занемарујући емоционалне, нагонске и ирационалне чиниоце. Инсистира на налажењу интелектуалних разлога за најразличитије видове људског понашања.